# Douglas Emhoff
Douglas Craig Emhoff (Nueva York, 13 de octubre de 1964) es un abogado estadounidense. Fue el segundo caballero de los Estados Unidos desde el 20 de enero de 2021 hasta el 20 de enero de 2025 por ser el esposo de la exvicepresidenta Kamala Harris.

## Biografía
Emhoff es hijo de Michael y Barbara Emhoff. Nació en el distrito de Brooklyn de la ciudad de Nueva York. Vivió en Nueva Jersey de 1969 a 1981 y se mudó con su familia a California cuando tenía 17 años. Se graduó de Agoura High School, California State University, Northridge y USC Gould School of Law.
Comenzó su carrera profesional en el grupo de litigios de Pillsbury Winthrop. Más tarde se cambió a Belin Rawlings & Badal a finales de la década de 1990. Abrió su propia firma con Ben Whitwell en 2000. La empresa fue adquirida por Venable en 2006. Entre sus clientes estaban Walmart y Merck. Emhoff luego se convirtió en director gerente de las oficinas de la costa oeste de Venable.
En 2017 se unió a DLA Piper como socio trabajando en sus oficinas de Washington D. C. y California. Tras el anuncio de que Kamala Harris sería la compañera de fórmula de Joe Biden en las elecciones presidenciales de los Estados Unidos de 2020, Emhoff pidió en su empresa una licencia.

## Vida personal

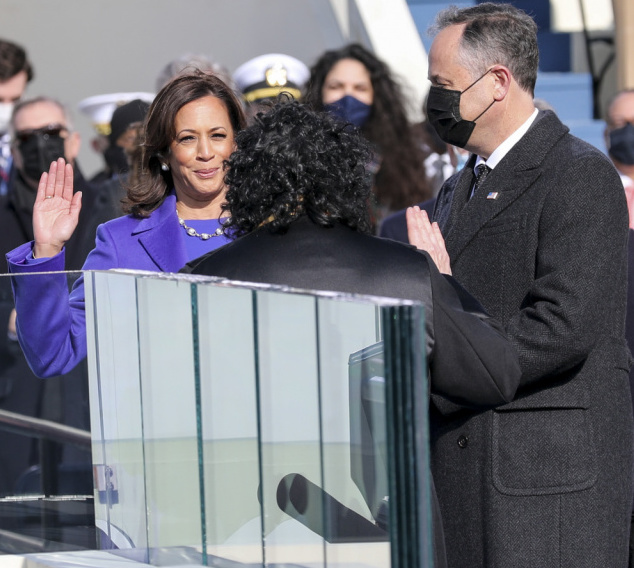
Kamala Harris jura su cargo de vicepresidenta de EE. UU. junto a su esposo, Douglas Emhoff.

Emhoff estuvo casado durante 16 años con Kerstin Emhoff, de soltera Mackin. Tienen dos hijos, Cole y Ella. Se casó con Kamala Harris el 22 de agosto de 2014 en Santa Bárbara, California, con la hermana de Kamala, Maya Harris, oficiando la boda. En agosto de 2019, Emhoff y Harris tenían un patrimonio neto estimado de $ 5.8 millones.
Harris fue candidata en las primarias presidenciales del Partido Demócrata de 2020 antes de retirarse en diciembre de 2019. Emhoff apareció en la campaña electoral en numerosas ocasiones con su esposa. Posteriormente se anunció que acompañaría a Joe Biden en las elecciones presidenciales de 2020 el 11 de agosto, lo que significa que Emhoff es el tercer hombre en la historia de Estados Unidos en ser el cónyuge de una compañera de fórmula a la vicepresidencia, después de John Zaccaro y Todd Palin. Emhoff colaboró en la campaña por el tándem presidencial de Biden-Harris junto con la esposa de Biden, Jill.

## Segundo caballero de los Estados Unidos
Cuando Kamala Harris asumió el cargo, Emhoff se convirtió en el primer segundo caballero de los Estados Unidos. También es el primer cónyuge de religión judía de un vicepresidente de los Estados Unidos.
En su papel de segundo caballero, Emhoff planea enfocarse en el acceso igualitario a la justicia y representación legal.
En diciembre de 2020, el Centro de Derecho de la Universidad de Georgetown anunció que Emhoff se uniría a la facultad como visitante distinguido y como miembro distinguido del Instituto de Derecho y Política Tecnológica.[cita requerida]